# Глина (альбом)
«Глина» — студийный электрический альбом Ольги Арефьевой и группы «Ковчег», вышедший в 2016 году.

## Об альбоме
Альбом был выпущен в ноябре 2016 года, часть средств на его запись была собрана с помощью краудфандинговой компании. Создание «Глины» и вышедшего спустя несколько месяцев альбома «Ангел и девочка» велось параллельно, иногда эти пластинки объединяют в дилогию. В процессе работы над материалом планировалось, что «Ангел и девочка» будет мрачнее «Глины» (ещё безымянные альбомы участники группы «условно звали „оптимизм“ и „депрессняк“»), но в конечном итоге деление оказалось не столь однозначным.
Альбом получил достаточно благоприятные отзывы критиков и был упомянут как один из лучших отечественных рок-альбомов года в опросе, проводимом порталом «Наш неформат».

## Список композиций
Все песни написаны Ольгой Арефьевой.
| №   | Название                    | Длительность |
| --- | --------------------------- | ------------ |
| 1.  | «Бытовая зарисовка»         | 5:11         |
| 2.  | «Глина»                     | 4:31         |
| 3.  | «Чёрный воин»               | 2:44         |
| 4.  | «Лиса»                      | 4:03         |
| 5.  | «Дом, которым заведует ЖЭК» | 5:09         |
| 6.  | «Бахамут»                   | 4:00         |
| 7.  | «Духовный лётчик»           | 2:51         |
| 8.  | «Сумасшедший»               | 3:19         |
| 9.  | «Джокер»                    | 2:57         |
| 10. | «Джаз-до-Сокола-в-парк»     | 4:10         |
| 11. | «Лётчица»                   | 4:05         |
| 12. | «Намгуара»                  | 4:16         |
| 13. | «У попа была собака»        | 5:54         |
| 14. | «Птица удачи»               | 4:16         |

## Участники записи
- Ольга Арефьева — вокал, песни
- Сергей Суворов — бас-гитара, звукорежиссура
- Сергей Индюков — гитара
- Пётр Акимов — виолончель, клавишные
- Андрей Чарупа — ударные
- Тимур Ибатуллин — аккордеон (5)
- Анатолий Жемир — мастеринг
- Сергей Дебальский — звукорежиссура (13)